# Предрасположенность
Предрасположенность в философии, физиологии и психологии — навык, готовность, склонность или тенденция действовать определённым образом.
Предрасположенность к болезни в медицине — повышенная вероятность развития заболевания в силу каких-то особенностей организма либо его окружения. Обычно обстоятельства, которые предрасполагают к определённым патологическим изменениям, называют факторами риска. К этому понятию также близко понятие «восприимчивость».
Генетическую предрасположенность определяют как изменение генотипа, которое оказывает влияние на фенотип, но может быть скомпенсировано внешними условиями (то есть проявляется только при условиях, недостаточных для компенсации этого влияния).